# Montreux-Vieux

Montreux-Vieux este o comună în departamentul Haut-Rhin din estul Franței. În 2009 avea o populație de 868 de locuitori.

## Evoluția populației
| An        | 1975  | 1982 | 1990 | 1999 | 2006 | 2009 |
| --------- | ----- | ---- | ---- | ---- | ---- | ---- |
| Populație | 1.010 | 969  | 905  | 769  | 844  | 868  |